# Сонгкран
Фестивалът Сонгкран (на тайски: สงกรานต์) е традиционното честване на новата година в Тайланд. Сонгкран се пада на 13 април, но се празнува и на 14 и 15 април. Датите обикновено са по същото време като новогодишните празници в други южноазиатски райони, например Индия, Лаос, Камбоджа, Мианмар, Непал и Шри Ланка. Сонгкран традиционно се свързва със срещи с членове на семейството, както миялни статуи на Буда в храмовете и по време на шествието. Най-вече се свързва с взаимното пръскане с вода, което се счита за ритуално пречистване. Затова китайското наименование на празника е 潑水節 (буквално „празник на пръскането с вода“). Думата “Сонгкран“ идва от санскритската дума “самкранти“, която означава астрологично преминаване или трансформация и промяна.

## Традиции
Снонгкран се чества с редица символични обичаи. Обикновено сутрин се посещават местни будистки храмове, където хората носят храна на монасите и поливат с вода статуи на Буда, както и най-младите и най-възрастните роднини. Ритуалът символизира пречистване и отмиване на греховете и лошия късмет. Тъй като фестивалът е свързан и с обединението и заедността, хората също така се завръщат по родните си места, за да празнуват със семействата си. Отдаването на почит към предците също е важна част от празника.

Сонгкран е известен също с Фестивала на водата. Главни улици се затварят за фестивала, за да могат хората да излязат по тях и да се пръскат с вода. На някои веста се провеждат и традиционни паради, в които участниците носят традиционни тайландски облекла, а нарая се избират и “Лейди Сонкгран“ или “Мис Сонгкран“.
- Парад за Сонгкран в Банкок, 2019 г.
- Лейди Сонгкран, Банкок, 2019 г.
- Пясъчна пагода, изградена за Сонгкран.
- Момиче полива статуя на Буда с вода за Сонгкран.

## Чествания по регион

#### Централен Тайланд
В този регион хората чистят домовете си с наближаването на Сонгкран. По време на фестивала носят разноцветни или традиционни тайландски дрехи. След като поднесат храна на будистките монаси, честващите отдават почит към предците си. Обичай е да се правят и дарове, като например строителни материали за ремонт на храм или пускането на свобода на птици и риби. В района на Пра Праденг се организират церемониални събития по традициите на Моните, като например паради и фолклорни представления.

#### Южен Тайланд
На юг хората следват три правила за Сонгкран: работи възможно най-малко и не харчи много пари, не наранявай други хора или животни, не лъжи.

#### Северен Тайланд
На 7 април в района на Си Сатчаналай се провежда събитието “Ръкополагане с прецесия на слонове“: разноцветен парад, по време на който мъже в традиционни облекла се водят до храмовете на гърба на слонове. На 13 април на много места се празнува със стрелба и пиратки за прогонване на лошия късмет. На следващия ден хората носят храна и дарове на монасите в храмовете и поливат статуи на Буда, както и ръцете на възрастни хора преди да поискат благословия.

#### Източен Тайланд
На изток празненствата са подобни на тези в други части на страната, но предлагането на дарове се прави през всичките дни на фестивала, а хората изграждат и пагоди от пясък.

#### В столицата
В Банкок главните чествания се провеждат на улиците Као Сан и Силом. Пътищата са затворени за автомобили и се поставят станции с водни пистолети и кофи с вода. Празненствата са денонощни.